# 国立高等専門学校機構
独立行政法人国立高等専門学校機構（どくりつぎょうせいほうじんこくりつこうとうせんもんがっこうきこう）は、国立高等専門学校を設置・運営する日本の独立行政法人。

## 概要
国立高等専門学校を設置・運営し、職業に必要な実践的かつ専門的な知識及び技術を有する創造的な人材を育成するとともに、日本の高等教育の水準の向上と均衡ある発展を図ることを目的としている。
本部は東京都八王子市の東京工業高等専門学校の敷地に隣接。理事長は熊本大学学長などを歴任した谷口功が務める。国立高等専門学校協会が前身。
国立大学と異なり、全ての国立高専（当時55校）が1つの法人格にまとめられたのは、
①1校の規模が小さく、学校ごとに法人化することが合理的ではないこと
②大学の学部は、大学ごとに文系から理系まで様々な分野で構成されているが、高専の学科は 工学分野がほとんどで、かつ機械・電気等の伝統的な要素技術を中心に取り扱っており、分野共通性が高く実践的技術者養成という共通の目的を有している
ことから、スケールメリットを活かし、また、高専全体における資源の再配分・重点配分等を可能とすることで、高専共通の課題に対処することとしたものである。

### シンボルマーク
高専（機構）のローマ字イニシャル「K」がモチーフに、飛鳥をイメージしている。イメージカラーのブルーはみなぎる若さと技術力、5本の白線ラインは5年制を象徴している。

## 沿革
- 2003年（平成15年）7月16日 - 独立行政法人国立高等専門学校機構法（平成15年法律第113号。以下「法律」と表記。）公布。
- 2003年（平成15年）10月1日 - 法律施行。
- 2004年（平成16年）4月1日 - 法律附則第二条の規定により、独立行政法人国立高等専門学校機構成立。
- 2007年（平成19年）8月31日 - 産業・社会のニーズに合わせた新モデルの高専を宮城県・富山県・香川県・熊本県に設置することを発表。[3]
- 2008年（平成20年）
  - 8月13日 - マイクロソフト社との連携による「高度IT人材育成」を発表。[4]
  - 8月22日 - 新モデルの「スーパー高専」の設置に向けた高専の高度化再編計画に基づいて仙台高等専門学校、富山高等専門学校、香川高等専門学校、熊本高等専門学校を設置することを発表。[5]
  - 8月28日 - 科学技術振興機構（JST）と産学官連携に関する協定を締結。[6]
- 2009年（平成21年）
  - 3月31日 - 第171回通常国会において独立行政法人国立高等専門学校機構法の改正案が成立。
  - 10月1日 - 改正独立行政法人国立高等専門学校機構法施行。スーパー高専開校、翌年4月より新入生受け入れ開始。
  - 10月9日 - シンガポールのポリテクニック3校と学術交流協定を締結。
- 2010年（平成22年）5月10日 - 機構本部に監査室を設置。[7]高専機構意見箱を開設。[8]
- 2011年（平成23年）
  - 1月10日 - モンクット王工科大学ラートクラバン校（タイ）と包括的学術交流協定を締結。
  - 7月19日 - 産業技術総合研究所と連携・協力の推進に関する協定を締結。
  - 12月7日 - 土木研究所と連携・協力の推進に関する協定を締結。[9]
- 2012年（平成24年）
  - 1月16日 - 香港のVocational Training Council（VTC）と学術交流協定を締結。
  - 4月25日 - 台湾の國立聯合大學、國立高雄第一科技大學、國立台北科技大學、中州科技大學、正修科技大學の５大学と学術交流協定を締結。
  - 11月15日 - インドネシアの国立スラバヤ電子工学ポリテクニク（EEPIS）と包括的学術交流協定を締結。
  - 11月23日 - モンクット王工科大学ラートクラバン校（タイ）にリエゾンオフィスを設置。
- 2013年（平成25年）
  - 3月14日 - 日本弁理士会と連携・協力の推進に関する協定を締結。[10]
  - 3月21日 - 三菱重工業と包括連携協定を締結。[11]
- 2014年（平成26年）1月20日 - 物質・材料研究機構と連携・協力の推進に関する協定を締結。[12]
- 2016年（平成28年）
  - 11月2日 - ITサイエンスパーク（モンゴル）にリエゾンオフィスを設置。
  - 12月1日 - タイ教育省職業教育委員会事務局（OVEC）にリエゾンオフィスを設置。[13]
  - 12月6日 - プリンセスチュラポーン・サイエンスハイスクール（タイ）との学術交流協定を締結。
- 2017年（平成29年）
  - 1月12日 - ベトナム商工省（MOIT）と包括連携協定を締結。[14]
  - 1月13日 - ベトナム労働傷病兵社会問題省（MOLISA）職業訓練総局とベトナム科学技術連合会（VUSTA）との包括連携協定を締結。[15][16]
  - 2月27日 - ハノイ工科大学（ベトナム）と包括連携協定を締結。[17]
  - 6月2日 - ウランバートル市（モンゴル）と、高専教育の支援に関する協力提携の覚書（ＭＯＵ）を締結。[18]
- 2018年（平成30年）
  - 2月15日 - 日本郵船と教育・広報分野で連携する協定書を締結。

## 法人化の問題点
独立行政法人化後、運営費交付金は人件費▲1％、物件費▲3%の効率化係数を掛けられた。その結果、人件費と物件費を加えた基盤的経費は、2004年度の782億円から2018年度の680億円へと100億円以上減少した。各高専への教育改善充実費は2014年度から2017年度にかけて33％縮減しており、各高専では教員研究費の縮減で対応している。また、職員宿舎やプールなどの施設を維持できない高専もあり、縮減・廃止が進んでいる。
高専は高等教育機関であるにもかかわらず、「国立大学法人」に比べ自主性や独立性が制限され、行政管理が厳しい「独立行政法人」であることから、公務員人件費削減・独法改革に直面した。高専の職員は国家公務員ではないが、人事院勧告を無視できず、高専機構は賃金や労働条件を自ら決めることができなかった。ラスパイレス指数（年齢勘案）83.7（2010年度）という数字は独立行政法人のなかで下から2番目であった。「国家公務員の給与の改定及び臨時特例に関する法律」が成立した際には高専職員も給与減額が行われた。役職によっては10％の賃下げになり、懲戒処分での減給を上回るものとなった。2校の校長を兼任させたり、定年退職者を1年間不補充といった新たな施策も行われている。

## 国立高等専門学校

### 北海道
- 函館工業高等専門学校
- 苫小牧工業高等専門学校
- 釧路工業高等専門学校
- 旭川工業高等専門学校

### 東北
- 八戸工業高等専門学校
- 一関工業高等専門学校
- 仙台高等専門学校
  - 広瀬キャンパス
  - 名取キャンパス
- 秋田工業高等専門学校
- 鶴岡工業高等専門学校
- 福島工業高等専門学校

### 関東信越
- 茨城工業高等専門学校
- 小山工業高等専門学校
- 群馬工業高等専門学校
- 木更津工業高等専門学校
- 東京工業高等専門学校
- 長岡工業高等専門学校
- 長野工業高等専門学校

### 東海・北陸
- 富山高等専門学校
  - 本郷キャンパス
  - 射水キャンパス
- 石川工業高等専門学校
- 福井工業高等専門学校
- 岐阜工業高等専門学校
- 沼津工業高等専門学校
- 豊田工業高等専門学校
- 鳥羽商船高等専門学校
- 鈴鹿工業高等専門学校

### 近畿
- 舞鶴工業高等専門学校
- 明石工業高等専門学校
- 奈良工業高等専門学校
- 和歌山工業高等専門学校

### 中国
- 米子工業高等専門学校
- 松江工業高等専門学校
- 津山工業高等専門学校
- 広島商船高等専門学校
- 呉工業高等専門学校
- 徳山工業高等専門学校
- 宇部工業高等専門学校
- 大島商船高等専門学校

### 四国
- 阿南工業高等専門学校
- 香川高等専門学校
  - 高松キャンパス
  - 詫間キャンパス
- 新居浜工業高等専門学校
- 弓削商船高等専門学校
- 高知工業高等専門学校

### 九州・沖縄
- 久留米工業高等専門学校
- 有明工業高等専門学校
- 北九州工業高等専門学校
- 佐世保工業高等専門学校
- 熊本高等専門学校
  - 熊本キャンパス
  - 八代キャンパス
- 大分工業高等専門学校
- 都城工業高等専門学校
- 鹿児島工業高等専門学校
- 沖縄工業高等専門学校

## 歴代の国立高等専門学校機構理事長
| 代 | 氏名       | 在任期間        | 主な経歴                            |
| -- | ---------- | --------------- | ----------------------------------- |
| 1  | 内藤喜之   | 2004年 - 2005年 | 第7代東京工業大学学長、大分大学学長 |
| 2  | 河野伊一郎 | 2005年 - 2009年 | 第11代岡山大学学長                  |
| 3  | 林勇二郎   | 2009年 - 2012年 | 第9代金沢大学学長                   |
| 4  | 小畑秀文   | 2012年 - 2016年 | 第11代東京農工大学学長              |
| 5  | 谷口功     | 2016年 - 現職   | 第12代熊本大学学長                  |

## 国立高専機構本部の包括的学術交流協定

### アメリカ
- コロンビア大学工学部機械工学科
- ニューヨーク市立大学クイーンズ校

### インドネシア
- ガジャ・マダ大学

- スラバヤ電子工学ポリテクニック

### シンガポール
- シンガポール工科大学
- シンガポール工科デザイン大学
- 南洋理工大学
- シンガポール・ポリテクニック
- テマセク・ポリテクニック
- ナンヤン・ポリテクニック
- ニーアン・ポリテクニック
- リパブリック・ポリテクニック

### タイ
- キングモンクット工科大学ラカバン校
- タマサート大学工学部
- 泰日工業大学
- プリンセスチュラポーン・サイエンスハイスクール（英語版）
- タイ教育省職業教育局

### 台湾
- 国立台北科技大学
- 国立高雄第一科技大学

- 国立聯合大学

- 正修科技大学
- 中州科技大学

### フィンランド
- オウル応用科学大学
- トゥルク応用科学大学
- ヘルシンキメトロポーリア応用科学大学

### ベトナム
- ハノイ工科大学
- ベトナム科学技術連合会
- ベトナム商工省
- ベトナム労働傷病兵社会問題省職業訓練総局

### 香港
- 香港職業訓練協議会

### マレーシア
- マラ工科大学

### モンゴル
- ウランバートル市
- モンゴル国教育・文化・科学・スポーツ省

これらに加えて、国立高等専門学校で個別に、あるいは複数の国立高等専門学校で包括して締結している大学や研究施設がある。